# Viktor Semyonovich Abakumov
Viktor Semyonovich Abakumov (tiếng Nga: Виктор Семёнович Абакумов; 24 tháng 4 năm 1908 - 19 tháng 12 năm 1954) là một lãnh đạo an ninh cấp cao của Liên Xô từ 1943 đến 1946, người đứng đầu SMERSH trong Dân ủy Quốc phòng Liên Xô, và từ năm 1946 đến 1951, Bộ trưởng An ninh nhà nước hoặc MGB (trước là NKGB). Ông đã bị cách chức và bị bắt vào năm 1951 với các cáo buộc bịa đặt là đã không điều tra âm mưu của các bác sĩ. Sau cái chết của Stalin, Abakumov bị xét xử vì bịa đặt vụ Leningrad, bị kết án tử hình và bị xử tử năm 1954.

## Thân thế và sự nghiệp
Abakumov được xác định là một người dân tộc Nga. Các tài liệu gần đây cho thấy ông được sinh ra ở Moskva, mặc dù trước đây ông được cho là đến từ vùng Cossack sông Don ở miền nam nước Nga. Cha ông là một người lao động phổ thông và mẹ là một y tá. Khi còn là thiếu niên, Abakumov gia nhập Hồng quân vào mùa xuân năm 1922 và phục vụ trong Lữ đoàn 2 Đặc nhiệm Moskva trong Nội chiến Nga cho đến khi xuất ngũ vào tháng 12 năm 1923. Sau đó, ông gia nhập Đoàn Thanh niên Cộng sản, trở thành một ứng cử viên của Đảng Cộng sản vào năm 1930, và làm việc trong Ủy ban Vật tư Nhân dân cho đến năm 1932, đồng thời chịu trách nhiệm cho Ban Quân sự của Đoàn Thanh niên Cộng sản ở khu vực Moskva (raion). Đầu năm 1932, được tổ chức Đảng chuyển sang tham gia công tác an ninh (OGPU), ông được giao cho Phòng Kinh tế và có thể là Cục Điều tra. Năm 1933, ông bị cách chức khỏi Bộ Kinh tế và được giao làm giám thị cho GULAG. Đây là một giáng chức rõ ràng; cấp trên của Abakumov, Mikhail Pavlovich Shreider (Михаил Павлович Шрейдер), coi ông là người không thích hợp để trở thành một Chekist.

## Thăng tiến trong NKVD
Năm 1934, sau khi tổ chức lại bộ máy an ninh (OGPU được nhập vào NKVD với tư cách là GUGB), Abakumov bắt đầu công việc của mình tại Phòng 1 của Ban Kinh tế (EKO) thuộc Tổng cục An ninh nhà nước của NKVD. Sau đó, vào ngày 1 tháng 8 năm 1934, ông được chuyển đến làm Tổng cục trưởng Tổng cục Trại cải tạo lao động (GULAG), nơi ông phục vụ đến năm 1937, chủ yếu làm sĩ quan tại Phòng 3 của Ban An ninh GULAG của NKVD. Vào tháng 4 năm 1937, Abakumov được chuyển đến Cục 4 (OO) GUGB của NKVD nơi ông phục vụ cho đến tháng 3 năm 1938.
Sau lần tái tổ chức cấu trúc NKVD tiếp theo vào tháng 3 năm 1938, ông trở thành trợ lý cho giám đốc của Cục 4 trong Ban giám đốc thứ nhất của NKVD, và sau đó từ ngày 29 tháng 9 đến ngày 1 tháng 11 năm 1938, ông hoàn thành nhiệm vụ trợ lý cho Pyotr Fedotov, người đứng đầu của Cục 2 (Sở chính trị bí mật - hoặc SPO) của GUGB của NKVD. Tiếp theo, cho đến cuối năm 1938, ông làm việc trong SPO GUGB của NKVD với tư cách là người đứng đầu một trong các Ban. Abakumov đã sống sót sau Đại thanh trừng bằng cách tham gia vào nó. Ông thực hiện từng mệnh lệnh mà không ngân ngại, có lẽ điều đó đã cứu ông khỏi phải đối mặt với một đội hành quyết. Gần cuối tháng 12 năm 1938, Abakumov được chuyển từ Moskva đến Rostov-on-Don, nơi ông sớm trở thành người đứng đầu UNKVD của Rostov Oblast (người đứng đầu Văn phòng NKVD địa phương).

## Các hoạt động trong Thế chiến thứ hai
Abakumov trở về Tổng hành dinh ở Moskva vào ngày 12 tháng 2 năm 1941 với tư cách là Thanh tra cao cấp An ninh nhà nước (tương đương cấp Thiếu tướng) và sau khi tái tổ chức và thành lập NKGB mới, ông trở thành một trong những đại biểu của Lavrentiy Beria, Ủy viên nhân dân Nội vụ (người đứng đầu NKVD). Vào ngày 19 tháng 7 năm 1941, ông trở thành người đứng đầu Ban Đặc biệt (OO) của NKVD chịu trách nhiệm về Phản gián và an ninh nội bộ trong Hồng quân. Ở vị trí này, sau cuộc tấn công của phát xít Đức vào Liên Xô và những thất bại xương máu của Hồng quân, theo lệnh của Stalin, ông đã lãnh đạo thực hiện cuộc thanh trừng các chỉ huy Hồng quân bị buộc tội phản bội và hèn nhát. Năm 1943, từ 19 tháng 4 đến 20 tháng 5 năm 1943, Abakumov là một trong những đại biểu của Stalin, khi đó kiêm chức Ủy viên nhân dân Quốc phòng Liên Xô.
Vào tháng 4 năm 1943, khi Tổng cục Phản gián của Dân ủy Quốc phòng Liên Xô (hay GUKR NKO USSR) được biết đến với cái tên SMERSH được thành lập, Abakumov được giao nhiệm vụ này, với cấp bậc Ủy viên An ninh nhà nước bậc 2 (tương đương Thượng tướng), và giữ chức danh Phó ủy viên nhân dân Quốc phòng.
Trong chiến tranh, ông thường xuyên báo cáo trực tiếp với Stalin, và dường như có thể đã qua mặt Beria. Chẳng hạn, Beria từ chối trách nhiệm về vụ bắt giữ năm 1941 của Nguyên soái Hồng quân, Kirill Meretskov, mà ông đổ lỗi cho Stalin và Abakumov. Tuy nhiên, Nikita Khrushchev - người sau đó đã đả kích sau khi Stalin qua đời và cả Beria và Abakumov đều đã bị xử tử - đã không tin điều này. Khrushchev tuyên bố rằng Stalin "nghĩ rằng ông đã tìm thấy ở Abakumov một thanh niên sáng dạ, đang thực hiện mệnh lệnh của mình, nhưng thực ra Abakumov đang báo cáo với Stalin những gì Beria đã nói với anh ta là Stalin muốn nghe".

## Lãnh đạo MGB
Năm 1946, Stalin bổ nhiệm Abakumov làm Bộ trưởng An ninh nhà nước (MGB). Mặc dù Bộ này chịu sự giám sát chung của Beria, Stalin hy vọng sẽ kiềm chế quyền lực của Beria. Thật vậy, Beria được Vsevolod Merkulov nói là "sợ chết khiếp Abakumov" và cố gắng "có quan hệ tốt" với ông. Trong khả năng của mình trong MGB, ông phụ trách cuộc thanh trừng năm 1949 được gọi là "Vụ Leningrad", trong đó các thành viên Bộ Chính trị Nikolay Voznesensky và Aleksey Kuznetsov bị xử tử. Ông cũng đã thực hiện các giai đoạn đầu của chiến dịch chống Do Thái mà Stalin ra lệnh, để phản ứng với việc thành lập nhà nước Israel, liên quan đến việc bắt giữ và tra tấn nhiều người Do Thái nổi tiếng, bao gồm cả những người Bolshevik cũ, Solomon Lozovsky.

## Bắt giữ và xử tử
Vào tháng 6 năm 1951, phó của Abakumov, Mikhail Ryumin, đã viết thư cho Stalin với cáo buộc rằng Abakumov không làm hết trách nhiệm để chống lại người Do Thái. Sản phẩm trí tuệ của Ryumin là Âm mưu của Bác sĩ. Abakumov và một số sĩ quan MGB cao cấp khác đã bị bắt giữ. Vào tháng 3 năm 1953, Stalin qua đời, Beria giành lại quyền kiểm soát cảnh sát và Ryumin bị bắt. Beria và Ryumin sau đó đều bị xử bắn, nhưng Abakumov và các cộng sự vẫn ở trong tù.
Abakumov và năm người khác đã bị đưa ra xét xử sáu ngày vào tháng 12 năm 1954, bị buộc tội làm sai lệch 'Vụ Leningrad'. Abakumov và ba cựu phó trưởng phòng MGB để điều tra các vụ án đặc biệt quan trọng, AG Leonov, VI Komarov và MT Likhachev, đã bị kết án tử hình và bị bắn sau khi phiên tòa kết thúc vào ngày 19 tháng 12. 

## Danh hiệu và Giải thưởng
- 3 Huân chương Cờ đỏ (1940, 1944, 1948)
- Huân chương Suvorov hạng I (31/07/1944)
- Huan chương Kutuzov hạng I (21/04/1945).
- Huân chương Suvorov hạng II (03/08/1944)
- Huân chương Sao đỏ (1944)

Theo phán quyết của tòa án ngày 19 tháng 12 năm 1954, bởi Nghị định của Đoàn chủ tịch Liên Xô tối cao Liên Xô ngày 14 tháng 11 năm 1955, ông bị tước bỏ mọi giải thưởng và cấp bậc quân sự.

## Lược sử cấp bậc
- Đội phó sơ cấp An ninh nhà nước (Младший лейтенант государственной безопасности) (20 tháng 12 năm 1936)
- Đội phó trung cấp An ninh nhà nước (Лейтенант государственной безопасности) (5 tháng 11 năm 1937)
- Đội trưởng An ninh nhà nước (Капитан государственной безопасности) (vượt cấp, 28 tháng 12 năm 1938)
- Thanh tra cao cấp An ninh nhà nước (Старший майор государственной безопасности) (vượt cấp, 14 tháng 3 năm 1940)
- Ủy viên An ninh nhà nước bậc 3 (Комиссар государственной безопасности 3-го ранга) (9 tháng 7 năm 1941)
- Ủy viên An ninh nhà nước bậc 2 (Комиссар государственной безопасности 2-го ранга) (4 tháng 2 năm 1943)
- Thượng tướng (Генерал-полковник) (07/09/1945)